# Давид Веррасто
Давид Веррасто (угор. Dávid Verrasztó, 22 серпня 1988) — угорський плавець.
Учасник Олімпійських Ігор 2012, 2016 років.
Призер Чемпіонату світу з водних видів спорту 2015, 2017 років.
Призер Чемпіонату світу з плавання на короткій воді 2012, 2014, 2016 років.
Чемпіон Європи з водних видів спорту 2014, 2016, 2018 років, призер 2010, 2012 років.
Чемпіон Європи з плавання на короткій воді 2010, 2013, 2015 років, призер 2009, 2011, 2012 років.